# Crescentaleyrodes monodi
Crescentaleyrodes monodi là một loài côn trùng cánh nửa trong họ Aleyrodidae, phân họ Aleyrodinae.
Crescentaleyrodes monodi được Cohic miêu tả khoa học đầu tiên năm 1969.